# 默倫瓜
默倫瓜是尼泊爾的市鎮，位於該國南部，由馬德什省負責管轄，毗鄰與印度接壤的邊境，過境處設有海關檢查站，海拔高度79米，2011年人口25,102。